# Yllenus dalaensis
Yllenus dalaensis là một loài nhện trong họ Salticidae.
Loài này thuộc chi Yllenus. Yllenus dalaensis được Dmitri Viktorovich Logunov & Yuri M. Marusik miêu tả năm 2003.